# Provincia de Šiauliai
La provincia de Šiauliai es una de las diez provincias en que se divide Lituania. Cubre un área de 8.540 km² y albergaba una población de 370.400 personas en 2001. La capital es Šiauliai.

## Municipios
La provincia de Šiauliai está dividida en siete municipios, de los cuales seis son distritos municipios (DM) y uno es ciudad municipio (CM).
- Akmenė (DM) (capital nominal: Akmenė; sede administrativa: Naujoji Akmenė)
- Joniškis (DM) (capital: Joniškis)
- Kelmė (DM) (capital: Kelmė)
- Pakruojis (DM) (capital: Pakruojis)
- Radviliškis (DM) (capital: Radviliškis)
- Šiauliai (CM)
- Šiauliai (DM) (sede administrativa: Šiauliai)